# Большая четвёрка конкурсов красоты

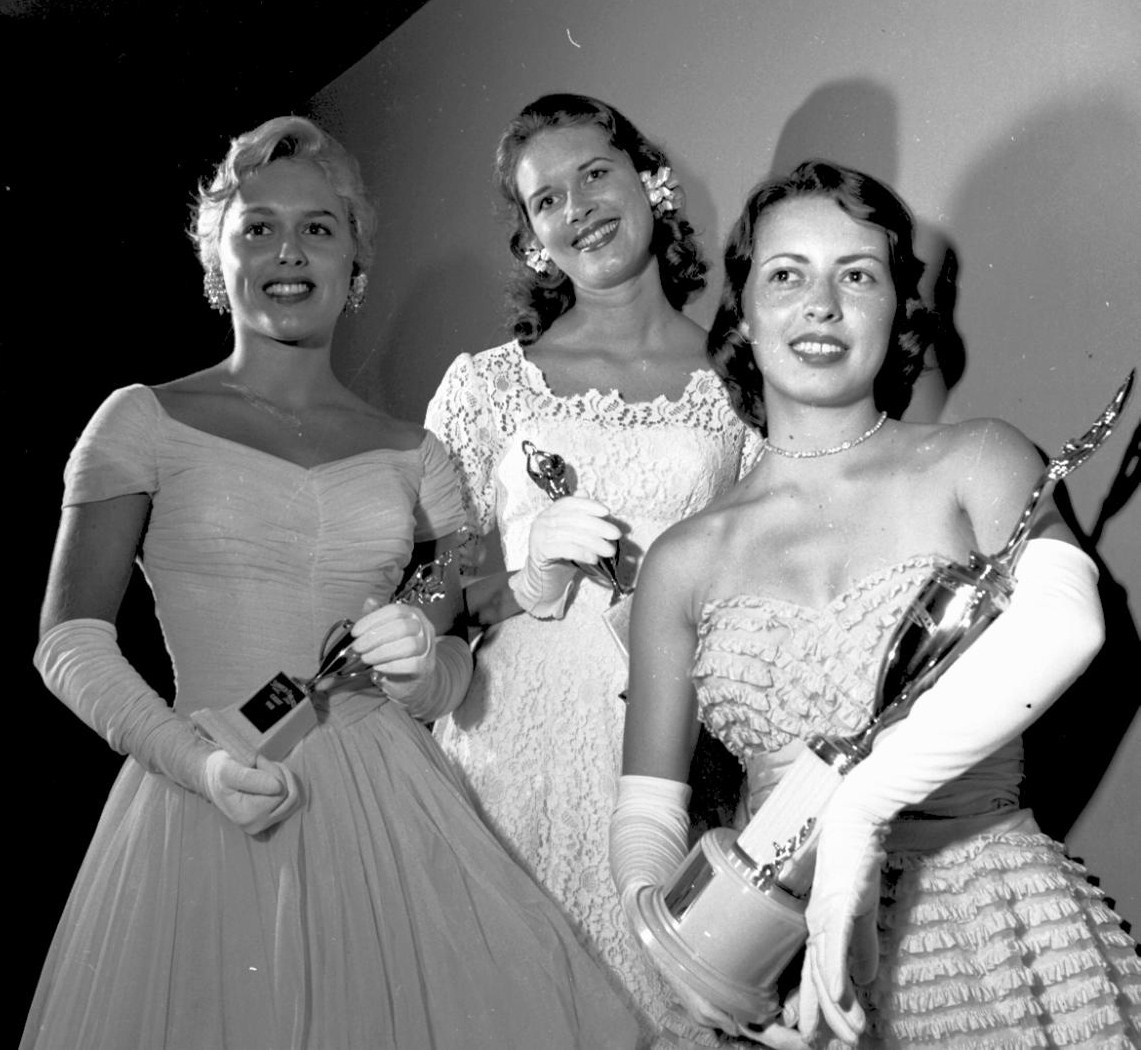
Мисс университета Флориды (1958 г.)

Конкурс красоты — соревнование, где в первую очередь оценивают физическую красоту участниц, иногда — ум и талант участниц, проявленный через ответы на вопросы судей. Термин практически всегда относится только к конкурсам для женщин, подобные мероприятия для мужчин называют по-другому, и с большей вероятностью оценка судей будет выставляться не за красоту участников конкурсов, а за физическое совершенство их тел. Победительницы конкурсов красоты часто называются королевами красоты.

## История
Выбор символических королей и королев на время праздничных торжеств является древней традицией в Европе, где красивые молодые женщины символизируют всяческие добродетели и таланты. Первый современный конкурс по выбору самой красивой дамы был организован в США известным шоуменом Ф. Т. Барнумом в 1854 году. Однако уже вскоре состязание было закрыто из-за общественного протеста. Для оценки прелестей участниц Американское жюри использовало только дагерротипные фотографии.
В 1880 году первый национальный «Конкурс красоты» состоялся в рамках летнего фестиваля по продвижению бизнеса в Рехобот-Бич, штат Делавэр. К середине XX века смотры красавиц в купальных костюмах стали неотъемлемой частью жизни курортных городков. Самые известные из подобных конкурсов — («Fall Frolic»), проводимый в Атлантик-Сити и («Splash day») в Галвестоне. Они смогли привлечь внимание многих женщин из различных городов и посёлков Америки.

### Первый международный конкурс
19 сентября 1888 года в бельгийском курортном городке Спа состоялся первый всемирный конкурс красоты. 21 девушка из числа 350 кандидаток, приславших свои фотографические портреты, была приглашена в финал. Исключительно мужское жюри, состоявшее из местной аристократии, «оценивало» манеры и пышные формы участниц без посторонних зрителей. Конкурсантки проживали в отдельном пансионе и перемещались по городу в закрытых экипажах. Победительницей была провозглашена 18-летная Берта Сукаре (фр. Bertha Soucaret) из Гваделупы, награждённая призовой суммой в 5000 франков.

### Мисс Америка
Впервые конкурс Мисс Америка был проведен в Атлантик-Сити в 1921 году под названием «Интер-Сити». Красавицы представали перед публикой три раза: красочное дефиле в вечернем платье, смотр талантов (музыкальное шоу) и выход в купальниках. Несмотря на определённый престиж соревнования, конкурс красоты первое время шокировал представителей среднего класса американского общества, часто заставляя их вести разговоры о несовместимости развлечений подобного рода с традициями и моральными ценностями. Конкурс не считался делом респектабельным до начала Второй мировой войны, когда «королев красоты» привлекли к общенациональной рекламной кампании по продаже облигаций военных займов правительства. Осуждение сменилось восхищением. На сегодняшний день организация «Мисс Америка» является крупнейшей корпорацией в Соединённых Штатах, которая предоставляет девушкам, занимающимся в колледжах США, специальные стипендии для продолжения учёбы в университетах.

### Мисс Европа
Континентальный конкурс для европейских девушек был организован во Франции в 1928 году. Он проходил с участием представительниц России, оказавшихся в эмиграции. Красавицы появлялись на публике в национальных нарядах и в купальных костюмах, после чего авторитетное жюри объявляло имя победительницы. Вторая мировая война прервала состязание осенью 1939 года, конкурс Мисс Европа возобновился только в 1948. Окончательно конкурс перестал существовать из-за экономических проблем весной 2007 года.

### Сегодня в мире
Основные международные конкурсы для женщин — это ежегодные Мисс Мира (основан англичанином Эриком Морли в 1951 году), Мисс Вселенная (основан американской фирмой, производящей купальники бикини в 1952 году), Мисс Интернешнл (основан союзом пацифистов в 1960 году) и Мисс Земля (основан рядом экологических организаций в 2001 году). Они считаются «Большой четверкой» самых крупных и престижных международных конкурсов красоты.
2002 год стал знаменательным по числу победительниц из стран с преобладающим мусульманским населением — мисс Ливан Кристина Савайя получила титул Мисс Интернешнл; Мисс Турция Азра Акын выиграла конкурс Мисс Мира; Джейла Главович из Боснии и Герцеговины стала победительницей конкурса Мисс Земля (впоследствии её заменила Уинфред Омвакве из Кении).

### Новые конкурсы
Женщины становились все более и более образованными и начинали играть заметную роль на международной арене. Были созданы различные конкурсы для умниц и красавиц, которым нет 18—25 лет: Маленькая Мисс Америка и Мисс Teen USA, а также для женщин зрелого возраста и для пожилых — Миссис Америка и Лучшая Бабушка Земли. Всё больше изменений происходило в правилах проведения конкурсов красоты: судьи задают участницам проблемные вопросы, чтобы те могли активно участвовать в дискуссии на актуальные темы. Победительницы этих конкурсов стали образцами для подражания не только среди своих сверстниц, но и для широкой аудитории разных возрастов. В настоящее время подобных людей считают «образцом культурного потока».
С началом XXI века на первый план выдвинулась не зрелищность мероприятия, а его важность для общества. Королевы красоты всегда были ориентиром для других женщин, девушки болели за самых ярких и интеллектуальных. Они сопереживали своим кумирам, пробовали связаться с ними и применять их установки в собственной жизни. Многие феминистские клубы поддерживают такие конкурсы, где можно собрать деньги на благотворительные нужды, получить общественную поддержку какой-либо идеи (гуманитарной платформы).

## Условия отбора на конкурс красоты
Сегодняшний конкурс красоты имеет, как правило, несколько уровней отбора. Сначала организуются десятки местных и региональных мероприятий, затем их победительницы получают право на участие в национальном смотре красавиц, после победы в котором становится возможным представлять свою страну на международном подиуме. Многие коммерческие конкурсы красоты проводятся при активной поддержке спонсоров и широко освещаются в средствах массовой информации. Таким образом их зрителями могут стать люди любых категорий, взрослые и дети.
Минимальный возраст для участия в национальном конкурсе: от 5 лет — детский, от 12 лет — молодёжный (Teen), от 17 лет — взрослый.
Хотя выбор победительницы конкурса красоты считается событием ежегодным, нет жестких правил относительно регулярности проведения подобных конкурсов. Сроки проведения изменились, и периодичность основана на возможностях организации, проводящей конкурс. Возьмем, к примеру, Мисс Америка. В течение многих десятилетий конкурс Мисс Америка проходил в сентябре, сейчас же его финал перенесён на январь.

## Критические замечания
Многие критики конкурсов красоты утверждают, что такие мероприятия, где женщин (как правило, молодых) оценивают в первую очередь за их внешний вид, создают огромное давление на естественное стремление женщины «быть красивой», заставляя представительниц прекрасного пола тратить время и деньги на то, чтобы следить за модой, обновлять косметику, делать укладку волос и даже решаться на косметическую хирургию. Этот культ физического совершенства принуждает некоторых женщин даже сидеть на диете и этим наносить вред своему здоровью.
Хотя некоторые разделы конкурсов не основаны исключительно на внешности, «непривлекательные» участницы вряд ли смогут выиграть, независимо от того, насколько они талантливы, умны, образованны, изобретательны и социально сознательны. Можно утверждать, что конкурсы красоты вместо того чтобы способствовать предоставлению женщинам  более широких и разнообразных возможностей и перспектив, акцентируют внимание на соответствии сегодняшним культурным идеалам красоты, фактически пропагандируя идею, что соответствующие этим идеалам «лучше» тех, кто им не соответствует. А в программу большинства конкурсов включается и выход участниц в купальниках, призванный продемонстрировать физическую красоту их тела.

## Четыре главных конкурса
| Год  | Мисс Мира                   | Мисс Вселенная        | Мисс Интернешнл          | Мисс Земля           |
| ---- | --------------------------- | --------------------- | ------------------------ | -------------------- |
| 1951 | Кики Хоканссон              | Не проводился         | Не проводился            | Не проводился        |
| 1952 | Мэй Луиз Флодин             | Арми Куусела          | Не проводился            | Не проводился        |
| 1953 | Дениз Перье                 | Кристиан Мартель      | Не проводился            | Не проводился        |
| 1954 | Антигона Костанда           | Мириам Стивенсон      | Не проводился            | Не проводился        |
| 1955 | Сусана Дёйм                 | Хиллеви Ромбин        | Не проводился            | Не проводился        |
| 1956 | Петра Шюрман                | Кэрол Моррис          | Не проводился            | Не проводился        |
| 1957 | Марита Линдал               | Глэдис Зендер         | Не проводился            | Не проводился        |
| 1958 | Пенелопа Кёлен              | Лус Марина Сулуага    | Не проводился            | Не проводился        |
| 1959 | Корин Роттшефер             | Акико Кодзима         | Не проводился            | Не проводился        |
| 1960 | Норма Каппальи              | Линда Бемент          | Стелла Маркес            | Не проводился        |
| 1961 | Розмари Франкленд           | Марлен Шмидт          | Станни ван Баэр          | Не проводился        |
| 1962 | Катарина Лоддерс            | Норма Нолан           | Таня Верстак             | Не проводился        |
| 1963 | Кэрол Кроуфорд              | Йеда Мария Варгас     | Гудрун Бьярнадоттир      | Не проводился        |
| 1964 | Энн Сидни                   | Коринна Тсопей        | Гемма Крус               | Не проводился        |
| 1965 | Лесли Лэнгли                | Aпасра Хонгсакула     | Ингрид Фингер            | Не проводился        |
| 1966 | Рейта Фариа                 | Маргарета Арвидссон   | Не проводился            | Не проводился        |
| 1967 | Маделейн Хартог Белл        | Сильвия Хичкок        | Мирта Масса              | Не проводился        |
| 1968 | Пенелопа Пламмер            | Марта Васконселлос    | Мария да Глория Карвальо | Не проводился        |
| 1969 | Ева Рюбер Штайер            | Глория Диас           | Валери Холмс             | Не проводился        |
| 1970 | Дженнифер Хостен            | Марисоль Маларет      | Аурора Пихуан            | Не проводился        |
| 1971 | Лусия Петтерле              | Георгина Риск         | Джейн Хансен             | Не проводился        |
| 1972 | Белинда Грин                | Керри Энн Уэллс       | Линда Хукс               | Не проводился        |
| 1973 | Марджори Уоллес             | Маргарита Моран       | Аннели Бьорклинг         | Не проводился        |
| 1974 | Аннелин Криль               | Ампаро Муньос         | Карен Брусен Смит        | Не проводился        |
| 1975 | Вильнелия Мерсед            | Анне Мари Похтамо     | Лидия Манич              | Не проводился        |
| 1976 | Синди Брейкспир             | Рина Мессингер        | Софи Перен               | Не проводился        |
| 1977 | Мари Стэвин                 | Джанелль Комиссионг   | Пилар Медина             | Не проводился        |
| 1978 | Сильвана Суарес             | Маргарет Гардинер     | Кэтрин Рут               | Не проводился        |
| 1979 | Джина Свейнсон              | Марица Сайалеро       | Мимилани Маркес          | Не проводился        |
| 1980 | Кимберли Сантос             | Шон Уизерли           | Лорна Чавес              | Не проводился        |
| 1981 | Пилин Леон                  | Ирене Саэс            | Дженни Дерек             | Не проводился        |
| 1982 | Мариасела Альварес          | Карен Диана Болдуин   | Кристи Клэридж           | Не проводился        |
| 1983 | Сара-Джейн Хатт             | Лоррейн Доунс         | Гиджет Сандоваль         | Не проводился        |
| 1984 | Астрид Каролина Эррера      | Ивонн Ридинг          | Ильма Уррутия            | Не проводился        |
| 1985 | Хольмфридур Карлсдоттир     | Дебора Карти Деу      | Нина Сисилиа             | Не проводился        |
| 1986 | Жизель Ларонде              | Барбара Паласиос      | Элен Фейрбразер          | Не проводился        |
| 1987 | Улла Вайгершторфер          | Сесилия Болокко       | Лори Тамара Симпсон      | Не проводился        |
| 1988 | Линда Петурсдоттир          | Порнтип Накхирунканок | Катрин Гуде              | Не проводился        |
| 1989 | Анета Кренглицка            | Ангела Виссер         | Ирис Кляйн               | Не проводился        |
| 1990 | Джина Толлесон              | Мона Грудт            | Сильвия де Эстебан       | Не проводился        |
| 1991 | Нинибет Леаль               | Лупита Джонс          | Агнешка Котлярска        | Не проводился        |
| 1992 | Юлия Курочкина              | Мишель МакЛин         | Кирстен Дэвидсон         | Не проводился        |
| 1993 | Лиза Ханна                  | Даянара Торрес        | Агнешка Пахалко          | Не проводился        |
| 1994 | Aйшвария Рай                | Сушмита Сен           | Кристина Лекка           | Не проводился        |
| 1995 | Жаклин Агилера              | Челси Смит            | Анне Лена Хансен         | Не проводился        |
| 1996 | Ирене Склива                | Алисия Мачадо         | Фернанда Алвес           | Не проводился        |
| 1997 | Диана Хайден                | Брук Махеалани Ли     | Консуэло Адлер           | Не проводился        |
| 1998 | Линор Абаргил               | Венди Фицвильям       | Лиа Борреро              | Не проводился        |
| 1999 | Юкта Мукхи                  | Мпуле Квелагобе       | Паулина Гальвес          | Не проводился        |
| 2000 | Приянка Чопра               | Лара Датта            | Вивиан Урданета          | Не проводился        |
| 2001 | Агбани Дарего               | Дениз Киньонес        | Малгожата Розницка       | Катарина Свенссон    |
| 2002 | Азра Акын                   | Хустина Пасек         | Кристина Савайя          | Уинфрид Омвакве      |
| 2003 | Розанна Дэвисон             | Амелия Вега           | Гойседер Асуа            | Дания Принс          |
| 2004 | Мария Хулия Мантилья        | Дженнифер Хоукинс     | Джейми Варгас            | Присилла Мейреллис   |
| 2005 | Уннур Бирна Вильяльмсдоттир | Наталья Глебова       | Пресиос Лара Кигаман     | Александра Браун     |
| 2006 | Татьяна Кухаржова           | Сулейка Ривера        | Даниэла Ди Джакомо       | Хиль Есения Эрнандес |
| 2007 | Чжан Цзылинь                | Риё Мори              | Приссила Пералес         | Джессика Триско      |
| 2008 | Ксения Сухинова             | Дайана Мендоса        | Алехандра Андреу         | Карла Генри          |
| 2009 | Кайане Алдорино             | Стефания Фернандес    | Анагабриэла Эспиноса     | Ларисса Рамос        |
| 2010 | Александрия Миллс           | Химена Наваррете      | Элизабет Москера         | Николь Фариа         |
| 2011 | Ивиан Саркос                | Лейла Лопес           | Фернанда Корнехо         | Ольга Алава          |
| 2012 | Юй Вэнься                   | Оливия Кульпо         | Икуми Йосимацу           | Тереза Файксова      |
| 2013 | Меган Янг                   | Габриэла Ислер        | Беа Роуз Сантьяго        | Алис Энрих           |
| 2014 | Ролин Страусс               | Паулина Вега          | Валери Эрнандес          | Джейми Херрелл       |
| 2015 | Мирея Лалагуна              | Пиа Алонсо Вуртцбах   | Эдимар Мартинес          | Анхелия Онг          |
| 2016 | Стефани Дель Валье          | Ирис Миттенар         | Кайли Версоза            | Катерина Эспин       |
| 2017 | Мануши Чхиллар              | Деми-Ли Нель-Питерс   | Кевин Лилиана            | Карен Ибаско         |
| 2018 | Ванесса Понсе               | Катриона Грей         | Марием Веласко           | Нгуен Фыонг Кхань    |
| 2019 | Тони-Энн Сингх              | Зозибини Тунзи        | Сиретхорн Лиарамват      | Неллис Пиментель     |
| 2020 | Не проводился               | Андреа Меса           | Не проводился            | Линдси Коффи         |
| 2021 | Каролина Белявская          | Харнааз Сандху        | Не проводился            | Дестини Вагнер       |
| 2022 | Не проводился               | Р'Бонни Габриэль      | Жасмин Сельберг          | Мина Суй Чой         |
| 2023 |                             |                       |                          |                      |

     — страна получила более одного титула в «большой четвёрке» в том же году.

## Изменения на «троне»
| Год  | Конкурс        | Победительница  | Причина изменений на «троне»                                        | Замена                      |
| ---- | -------------- | --------------- | ------------------------------------------------------------------- | --------------------------- |
| 1952 | Мисс Вселенная | Арми Куусела    | Вышла замуж в мае 1953                                              | Эльза Эдсман                |
| 1971 | Мисс Мира      | Лусия Петерле   | Отказалась от мирового турне из-за продолжения учёбы в университете | Корону не предложили никому |
| 1973 | Мисс Мира      | Марджори Уоллас | Уволена в марте 1974 из-за конфликта с организаторами конкурса      | Эвангелин Паскуаль          |
| 1974 | Мисс Вселенная | Ампаро Муньос   | Уволена через полгода за отказ поехать в Японию                     | Корону не предложили никому |
| 1974 | Мисс Мира      | Хелен Морган    | Внебрачный ребёнок                                                  | Аннелин Криль               |
| 1980 | Мисс Мира      | Габриэла Брум   | Отказалась от победы через 18 часов после шоу из-за жениха          | Кимберли Сантос             |
| 2002 | Мисс Вселенная | Оксана Федорова | Отказалась от короны в сентябре 2002 ради аспирантуры               | Хустина Пасек               |
| 2002 | Мисс Земля     | Джейла Главович | Лишена титула в мае 2003 за нарушение контракта                     | Уинфрид Омвакве             |

- Эльзе Эдсман не предложили короны из-за короткого времени, оставшегося до следующего конкурса.
- Эвангелин Паскуаль отказалась от этого предложения.
- Хелен Морган была лишена титула «Мисс Мира» через 4 дня после завершения конкурса из-за наличия внебрачного ребёнка.

## Конкурсные достижения государств и территорий
| №  | Страна                   | Мисс Мира                          | Мисс Вселенная                                       | Мисс Интернешнл                                | Мисс Земля             | Всего |
| -- | ------------------------ | ---------------------------------- | ---------------------------------------------------- | ---------------------------------------------- | ---------------------- | ----- |
| 1  | Венесуэла                | 1955, 1981, 1984, 1991, 1995, 2011 | 1979, 1981, 1986, 1996, 2008, 2009, 2013             | 1985, 1997, 2000, 2003, 2006, 2010, 2015, 2018 | 2005, 2013             | 23    |
| 2  | США                      | 1973, 1990, 2010                   | 1954, 1956, 1960, 1967, 1980, 1995, 1997, 2012, 2022 | 1974, 1978, 1982                               | 2020                   | 16    |
| 3  | Филиппины                | 2013                               | 1969, 1973, 2015, 2018                               | 1964, 1970, 1979, 2005, 2013, 2016             | 2008, 2014, 2015, 2017 | 15    |
| 4  | Пуэрто-Рико              | 1975, 2016                         | 1970, 1985, 1993, 2001, 2006                         | 1987, 2014                                     | 2019                   | 10    |
| 5  | Индия                    | 1966, 1994, 1997, 1999, 2000, 2017 | 1994, 2000, 2021                                     |                                                | 2010                   | 10    |
| 6  | Великобритания           | 1961, 1964, 1965, 1974, 1983       |                                                      | 1969, 1972, 1986                               |                        | 8     |
| 7  | Австралия                | 1968, 1972                         | 1972, 2004                                           | 1962, 1981, 1992                               |                        | 7     |
| 8  | Швеция                   | 1951, 1952, 1977                   | 1955, 1966, 1984                                     |                                                |                        | 6     |
| 9  | Бразилия                 | 1971                               | 1963, 1968                                           | 1968                                           | 2004, 2009             | 6     |
| 10 | ЮАР                      | 1958, 1974, 2014                   | 1978, 2017, 2019                                     |                                                |                        | 6     |
| 11 | Мексика                  | 2018                               | 1991, 2010, 2020                                     | 2007, 2009                                     |                        | 6     |
| 12 | Германия                 | 1956, 1980                         | 1961                                                 | 1965, 1989, 2022                               |                        | 6     |
| 13 | Польша                   | 1989, 2021                         |                                                      | 1991, 1993, 2001                               |                        | 5     |
| 14 | Испания                  | 2015                               | 1974                                                 | 1977, 1990, 2008                               |                        | 5     |
| 15 | Колумбия                 |                                    | 1958, 2014                                           | 1960, 1999, 2004                               |                        | 5     |
| 16 | Ямайка                   | 1963, 1976, 1993, 2019             |                                                      |                                                |                        | 4     |
| 17 | Исландия                 | 1985, 1988, 2005                   |                                                      | 1963                                           |                        | 4     |
| 18 | Нидерланды               | 1959, 1962                         | 1989                                                 | 1961                                           |                        | 4     |
| 19 | Аргентина                | 1960, 1978                         | 1962                                                 | 1967                                           |                        | 4     |
| 20 | Франция                  | 1953                               | 1953, 2016                                           | 1976                                           |                        | 4     |
| 21 | Финляндия                | 1957                               | 1952, 1975                                           | 1973                                           |                        | 4     |
| 22 | Перу                     | 1967, 2004                         | 1957                                                 |                                                |                        | 3     |
| 23 | Россия                   | 1992, 2008                         | 2002                                                 |                                                |                        | 3     |
| 24 | Тринидад и Тобаго        | 1986                               | 1977, 1998                                           |                                                |                        | 3     |
| 25 | Греция                   | 1996                               | 1964                                                 | 1994                                           |                        | 3     |
| 26 | Япония                   |                                    | 1959, 2007                                           | 2012                                           |                        | 3     |
| 27 | Таиланд                  |                                    | 1965, 1988                                           | 2019                                           |                        | 3     |
| 28 | Канада                   |                                    | 1982, 2005                                           |                                                | 2007                   | 3     |
| 29 | Норвегия                 |                                    | 1990                                                 | 1988, 1995                                     |                        | 3     |
| 30 | Эквадор                  |                                    |                                                      | 2011                                           | 2011, 2016             | 3     |
| 31 | Австрия                  | 1969, 1987                         |                                                      |                                                |                        | 2     |
| 32 | КНР                      | 2007, 2012                         |                                                      |                                                |                        | 2     |
| 33 | Доминиканская Республика | 1982                               | 2003                                                 |                                                |                        | 2     |
| 34 | Израиль                  | 1998                               | 1976                                                 |                                                |                        | 2     |
| 35 | Чехия                    | 2006                               |                                                      |                                                | 2012                   | 2     |
| 36 | Новая Зеландия           |                                    | 1983                                                 | 1971                                           |                        | 2     |
| 37 | Ливан                    |                                    | 1971                                                 | 2002                                           |                        | 2     |
| 38 | Панама                   |                                    | 2002                                                 | 1998                                           |                        | 2     |
| 39 | Чили                     |                                    | 1987                                                 |                                                | 2006                   | 2     |
| 40 | Коста-Рика               |                                    |                                                      | 1980, 1983                                     |                        | 2     |
| 41 | Египет                   | 1954                               |                                                      |                                                |                        | 1     |
| 42 | Гренада                  | 1970                               |                                                      |                                                |                        | 1     |
| 43 | Бермуды                  | 1979                               |                                                      |                                                |                        | 1     |
| 44 | Гуам                     | 1980                               |                                                      |                                                |                        | 1     |
| 45 | Нигерия                  | 2001                               |                                                      |                                                |                        | 1     |
| 46 | Турция                   | 2002                               |                                                      |                                                |                        | 1     |
| 47 | Ирландия                 | 2003                               |                                                      |                                                |                        | 1     |
| 48 | Гибралтар                | 2009                               |                                                      |                                                |                        | 1     |
| 49 | Намибия                  |                                    | 1992                                                 |                                                |                        | 1     |
| 50 | Ботсвана                 |                                    | 1999                                                 |                                                |                        | 1     |
| 51 | Ангола                   |                                    | 2011                                                 |                                                |                        | 1     |
| 52 | Югославия                |                                    |                                                      | 1975                                           |                        | 1     |
| 53 | Гватемала                |                                    |                                                      | 1984                                           |                        | 1     |
| 54 | Португалия               |                                    |                                                      | 1996                                           |                        | 1     |
| 55 | Дания                    |                                    |                                                      |                                                | 2001                   | 1     |
| 56 | Босния и Герцеговина     |                                    |                                                      |                                                | 2002                   | 1     |
| 57 | Кения                    |                                    |                                                      |                                                | 2002                   | 1     |
| 58 | Гондурас                 |                                    |                                                      |                                                | 2003                   | 1     |
| 59 | Вьетнам                  |                                    |                                                      |                                                | 2018                   | 1     |
| 60 | Белиз                    |                                    |                                                      |                                                | 2021                   | 1     |
| 61 | Республика Корея         |                                    |                                                      |                                                | 2022                   | 1     |

## Конкурсные достижения по континентам
| Континент                            | Мисс Мира | Мисс Вселенная | Мисс Интернешнл | Мисс Земля | Всего побед |
| ------------------------------------ | --------- | -------------- | --------------- | ---------- | ----------- |
| Европа                               | 28        | 13             | 21              | 3          | 65          |
| Латинская Америка                    | 13        | 19             | 21              | 9          | 62          |
| Северная Америка и Карибский бассейн | 12        | 18             | 4               | 3          | 37          |
| Азия                                 | 11        | 13             | 10              | 7          | 41          |
| Африка                               | 5         | 6              | 0               | 1          | 12          |
| Океания                              | 3         | 3              | 4               | 0          | 10          |